# Landtag Schwarzburg-Rudolstadt

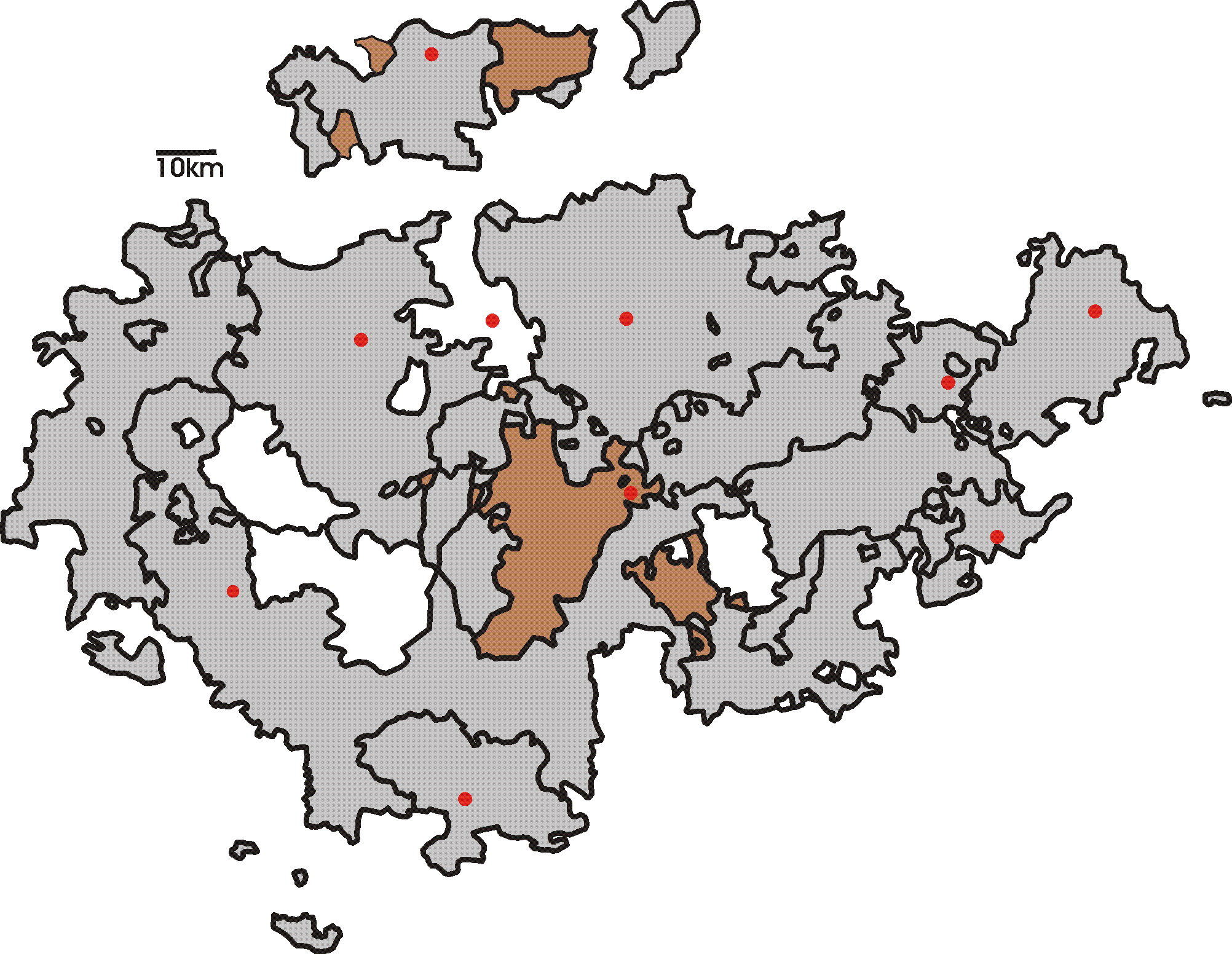
Schwarzburg-Rudolstadt in Thüringen

Der Landtag Schwarzburg-Rudolstadt war der Landtag des Fürstentums Schwarzburg-Rudolstadt. Er bestand gut 100 Jahre, von 1821 bis 1923.

## Geschichte
Artikel XIII der Deutschen Bundesakte verpflichtete die Mitglieder des Deutschen Bundes zu landständischen Verfassungen. Als erster Fürst in Thüringen führte Friedrich Günther eine solche am 8. Januar 1816 ein. Der erste Landtag wurde jedoch erst zum 8. April 1821 einberufen. Er setzte sich aus fünf Rittergutsbesitzern, fünf Einwohnern der Städte und fünf mit Grundbesitz angesessenen Untertanen zusammen. In der Regel fand zu Beginn einer sechsjährigen Wahlperiode eine Plenarsitzung statt. Sie bestimmte einen dreiköpfigen Ausschuss, der in den Folgejahren die ihm vom Plenum übertragenen Aufgaben wahrnahm.

### 1848
Zur Zeit der Deutschen Revolution wurde durch eine Erweiterung des bestehenden Landtags ein außerordentlicher Landtag einberufen, der ein neues Wahlgesetz erarbeitete. Erstmals tagte das Parlament öffentlich. Seither sind Wortprotokolle seiner Sitzungen überliefert. Nach dem Wahlgesetz vom 9. Juni 1848 waren nunmehr 19 Abgeordnete in gleichen, aber indirekten Wahlen zu wählen. Der am 14. August 1848 gewählte Landtag begleitete die Verwaltungsreform vom 1. Juli 1850.

### Verfassung von 1854
Die landschaftliche Verfassung von 1816 und das veränderte Landtagswahlgesetz von 1848 wurden durch das Grundgesetz für Schwarzburg-Rudolstadt vom 21. März 1854 aufgehoben. Es schränkte das Recht des Monarchen zur Gesetzgebung durch die Mitwirkung des Landtags ein. Dieser wurde zunächst auf sechs, ab 1871 auf drei Jahre von allen über 25 Jahre alten männlichen Untertanen gewählt. Die 16 Abgeordneten wurden in drei Wahlkreisen gewählt. Die Großgrundbesitzer bestimmten durch unmittelbare Wahlen drei, die größeren Städte fünf und die kleineren Städte und Landgemeinden acht Abgeordnete, die aus gleichen und indirekten Wahlen hervorgingen. Neben der Mitwirkung bei der Gesetzgebung oblag dem Parlament die Feststellung des Staatshaushalts.

### Norddeutscher Bund
Nachdem das Fürstentum 1866 dem Norddeutschen Bund beigetreten war, setzte sich der Landtag ab 1870 aus vier von den Höchstbesteuerten in drei Wahlkreisen gewählten Vertretern sowie aus zwölf aus allgemeinen, direkten und geheimen Wahlen hervorgegangenen Abgeordneten zusammen. Dieses Wahlsystem blieb bis 1918 bestehen.

### Freistaat
Das Wahlgesetz für den Landtag des Freistaats Schwarzburg-Rudolstadt legte die Anzahl von 17 Abgeordneten fest. Sie wurden in zwei Wahlkreisen durch allgemeine, gleiche, geheime und direkte Wahlen – auch der Frauen – nach dem Verhältniswahlrecht ermittelt. Im Thüringer Landtag (Weimarer Republik) bestand der Landtag Schwarzburg-Rudolstadt als Gebietsvertretung noch bis zum 24. März 1923; jedoch hatte man die Zahl der Abgeordneten seit 1921 auf zehn vermindert.

## Präsidenten
1821 bis 1846 bestand in Schwarzburg-Rudolstadt die Besonderheit, dass der Landtagskommissar des Fürsten gleichzeitig der Parlamentspräsident war. Ab 1848 wurde der Parlamentspräsident vom Parlament gewählt. Ab 1854 wählte das Parlament eine Liste aus drei Kandidaten, von denen der Fürst einen ernannte. Dies war mit einer Ausnahme (Im Januar 1855 wurde der zweitplatzierte ernannt) immer der Erste auf der Liste. Folgende Personen waren Parlamentspräsidenten:
- Friedrich Wilhelm von Ketelhodt (1821, 1827, 1831)
- Christian Wilhelm Schwartz (Mit-Vorsitzender 1831)
- August von Beulwitz (1833)
- Friedrich von Witzleben (1839)
- Louis von Ketelhodt (Mit-Vorsitzender 1839 und 1845)
- Julius von Röder (Mit-Vorsitzender 1839 und 1845)
- Friedrich Carl Hönniger (1848)
- Wilhelm Scheidt (1848)
- Oskar Walther (1848 bis 1850)
- Johann Heinrich Christian Stieler (1852, 1854)
- David Jahn (1854)
- Hermann Wächter (1855)
- Julius Eberwein (1858)
- Justin Lincke (1861 und 1967 bis 1866)
- Constantin Sorger (1867–1868 und 1869)
- Eduard Knoch (1870 und 1871–1879)
- Anton Klipsch (1879–1883)
- Eduard Meisel (1884–1893)
- Karl von Holleben (1893–1896)
- Fritz Lüttich (1896–1911)
- Franz Winter (1912–1920)
- Friedrich Leder (1920–1923)

## Mitglieder
- siehe: Landtagsabgeordneter (Schwarzburg-Rudolstadt)